# 八次方程
八次方程是可以用下式表示的方程
{\displaystyle ax^{8}+bx^{7}+cx^{6}+dx^{5}+ex^{4}+fx^{3}+gx^{2}+hx+k=0,\,}
其中a ≠ 0。
而八次函数是可以用下式表示的函数：
{\displaystyle f(x)=ax^{8}+bx^{7}+cx^{6}+dx^{5}+ex^{4}+fx^{3}+gx^{2}+hx+k,}

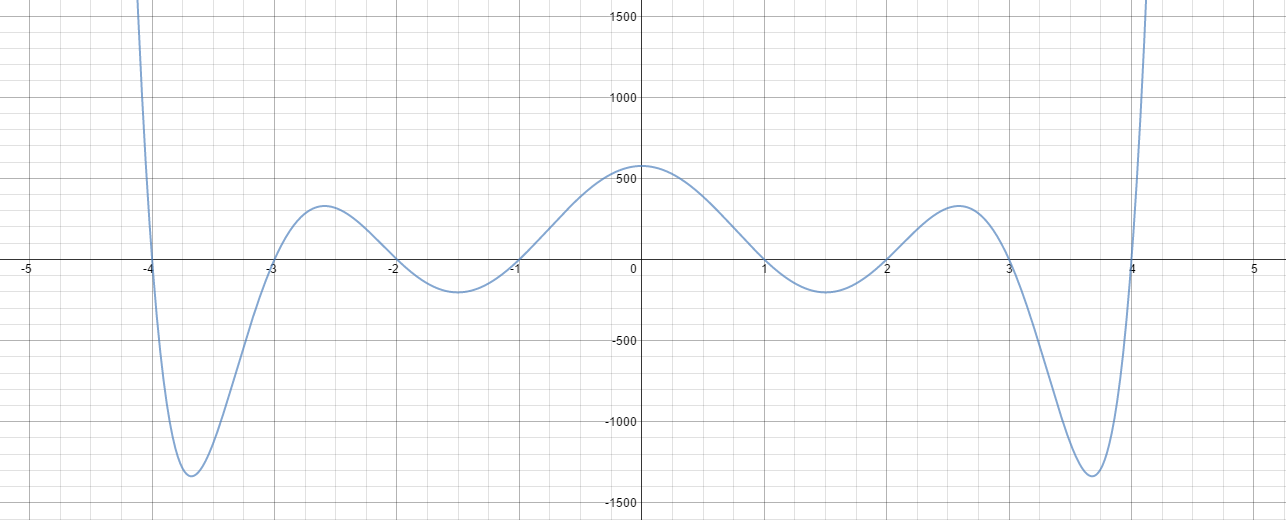
八次函数的图，有8个实数根（穿过X轴）和7个临界点。一般来说，取决于局部极值的数量和垂直位置，实数根的数量可以是8,6,4,2或0。复数根的数量等于8减去实数根的数量 。

换句话说，八次函数也就是次数为8次的多项式，若a = 0，则多项式最多只为是七次函数。
若令八次函数f(x) = 0，即可得到八次方程。
八次方程的系数a, b, c, d, e, f, g, h, k可以是整数、有理数、复数或是任何一种域的元素。
由于一个八次函数是由偶数多项式定义，当变元往正值或负值无穷时，它拥有一样的無窮的極限。如果首项系数a是正值，那么函数在两边增加到正无穷大；因此该函数具有全域極小值。同样地，如果a是负值，八次函数减少到负无穷大和具有全域極大值。八次函数的导数是七次函数。

## 八次方程求根
透过阿贝尔-鲁菲尼定理，就其参数而言没有一般的代數式能解八次方程。然而，一些八次方的子类(sub-classes)有这样的公式。
普通的，具有正值k的形式的八次方程
{\displaystyle x^{8}=k}
具有解
{\displaystyle x_{i}=k^{1/8}\omega _{i}\,,\quad i=1,\dots ,8,}
其中{\displaystyle \omega _{i}}是在复平面中第i个1的8次方根。
可以通过因式分解或在变量x4中
{\displaystyle ax^{8}+ex^{4}+k=0}
应用二次方程来求解形式的八次方程。
{\displaystyle x^{4}=y}
得出{\displaystyle ay^{2}+ey+k=0}
{\displaystyle y_{1,2}={{-e\pm {\sqrt {e^{2}-4ak}}} \over {2a}}\,\!}
{\displaystyle x_{1,2,3,4}={\sqrt[{4}]{y_{1}}}}
{\displaystyle x_{5,6,7,8}={\sqrt[{4}]{y_{2}}}}
可以使用变量x2中的四次方程
{\displaystyle ax^{8}+cx^{6}+ex^{4}+gx^{2}+k=0}
令{\displaystyle x^{2}=y}得出四次方程
{\displaystyle ay^{4}+cy^{3}+ey^{2}+gy+k=0}
得出{\displaystyle y_{1},y_{2},y_{3},y_{4}}
{\displaystyle x_{1,2}=\pm {\sqrt {y_{1}}}}
{\displaystyle x_{3,4}=\pm {\sqrt {y_{2}}}}
{\displaystyle x_{5,6}=\pm {\sqrt {y_{3}}}}
{\displaystyle x_{7,8}=\pm {\sqrt {y_{4}}}}

## 应用
在某些情况下（如通过垂直线划分成四个相等面积的区域），一个三角形的垂直线的四分之一部分是一个八次方程的解。